# Bay Roberts
Bay Roberts – miasto w Kanadzie, w prowincji Nowa Fundlandia i Labrador. W 2021 roku miasto liczyło 5974 mieszkańców.